# Magnus Gustafsson (journalist)
Magnus Gustafsson, född 6 februari 1975 i Vallentuna, är journalist och tv-kommentator, och är bland annat kommentator vid de svenska volleybollsändningarna på Eurosport Player. Han var 1989-2008 speaker i ishockey för Vallentuna Hockey (1989-1996), AIK Hockey (1995-1999) och Djurgården Hockey (1999-2008), och för Vallentunas elitserielag i volleyboll, Elverket Vallentuna (1996-2008).
Han var också en av programledarna på radiostationen V97 Radio Vallentuna 2006-2008, bland annat som en del av Morrongänget, som tilldelades priset för Årets Morgonshow 2006 av Svenska Radioakademin.
Magnus Gustafsson är även den svenska arenaspeakerrösten i datorspelet NHL 07 och dess uppföljare, och är programledare och kommentator på webb-tv-kanalen Volleykanalen.